# Porrhomma terrestre
Espèce
Synonymes
- Tmeticus terrestris Emerton, 1882
- Microneta clavata Emerton, 1917
- Porrhomma gertschi Hackman, 1954

Porrhomma terrestre est une espèce d'araignées aranéomorphes de la famille des Linyphiidae.

## Distribution
Cette espèce se rencontre aux États-Unis au Massachusetts, dans l'État de New York, au Wisconsin, au Minnesota, au Wyoming et en Alaska et au Canada à Terre-Neuve, en Nouvelle-Écosse, au Nouveau-Brunswick, au Québec, en Ontario, au Manitoba, au Saskatchewan et en Alberta,.

## Description
Le mâle holotype mesure 1,5 mm.

## Systématique et taxinomie
Cette espèce a été décrite sous le protonyme Tmeticus terrestris par Emerton en 1882.
L'espèce Porrhomma gertschi a été placée en synonymie avec Porrhomma terrestre par Růžička en 2018

## Publication originale
- Emerton, 1882 : New England spiders of the family Theridiidae. Transactions of the Connecticut Academy of Arts and Sciences, vol. 6, p. 1-86 (texte intégral).